# Grammatophyllum speciosum
La orquídea gigante o Grammatophyllum speciosum Blume 1825 es una especie epífita, ocasionalmente litófita de la familia de las orquidáceas.

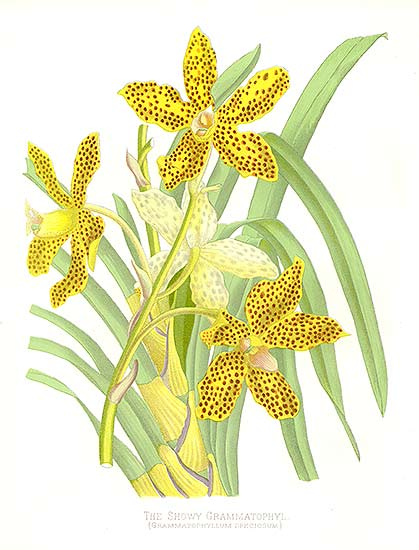
Ilustración de Louis-Aristide-Léon Constans (fl. 1830s-1860s), del segundo volumen de Paxton's Flower Garden (1851-1852) de John Lindley y Joseph Paxton

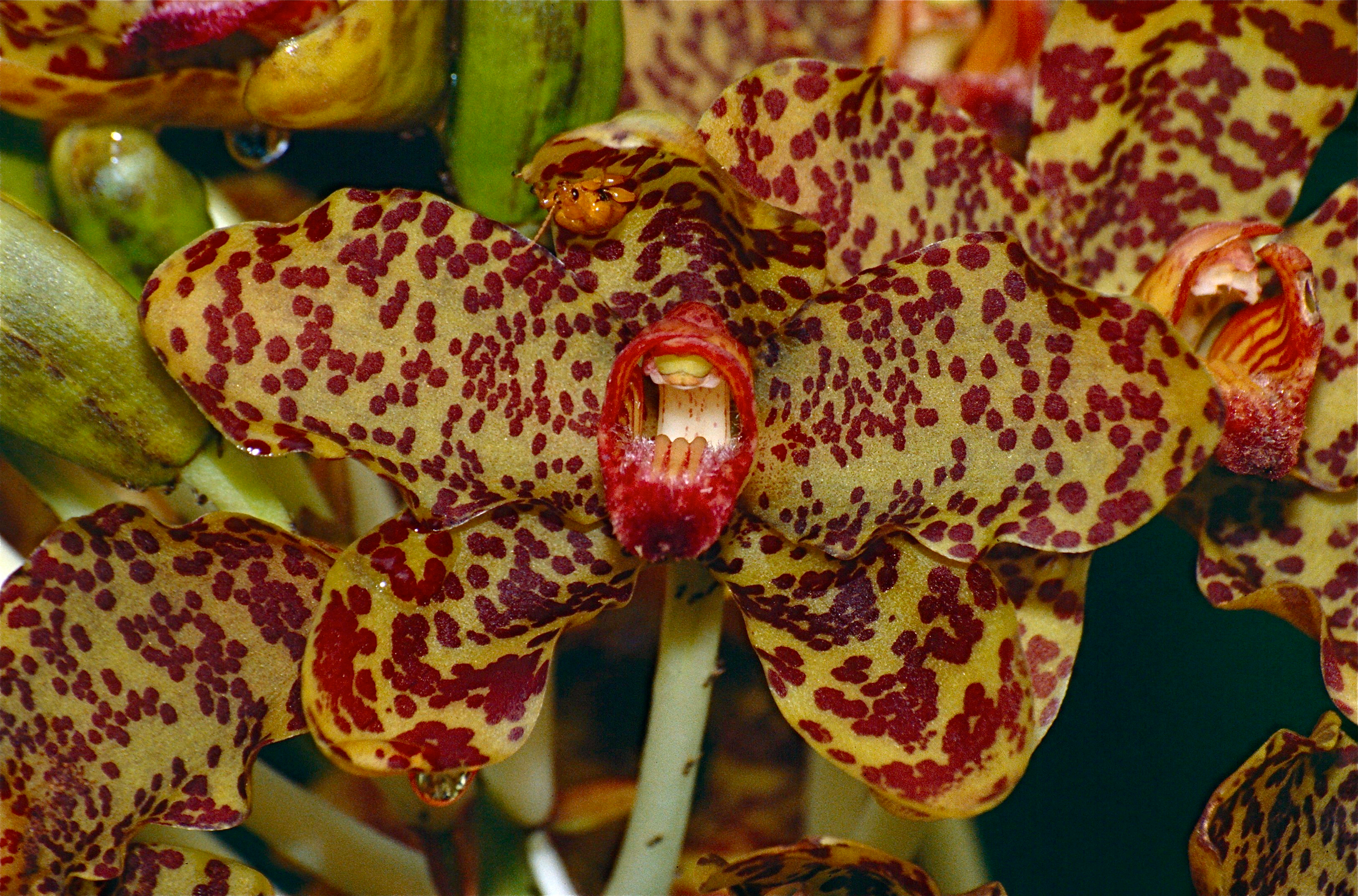
Detalle

## Descripción
Es una especie de orquídea de gran tamaño que prefiere el clima caliente a fresco, epífita con pseudobulbo erecto, muy largo, cilíndrico, de color amarillento con la edad, con muchos nodos y rugosidades, completamente envuelto por vainas y con hojas de textura fina,  lineales o aovadas, obtusas o agudas, curvada apicalmente y que se articulan en la base con hojas y vainas de flores en el otoño y principios del invierno, así como en el verano y tienen una inflorescencia de 120 a 300 cm de largo, basal, erecta a arqueada, en racimo con muchas, de  30 a 50 flores, a veces fragantes, ceraceas, que abren sucesivamente y de larga duración. Esta especie  que pueden ser de hasta 3 metros de largo y se parece  más a una palmera a simple vista.  Puede ser muy lenta para florecer, las plantas tienden que ser grandes y tienen un montón de pseudobulbos e incluso aún la orquídea puede ser esporádica al florecer. 
Esta especie se encuentra a menudo en relación con las hormigas y pueden beneficiarse de su presencia para conseguir alimentación suplementaria.

## Distribución y hábitat
Una gran orquídea que se encuentra en los bosques de tierras bajas cerca de arroyos y ríos en elevaciones de 100 a 1200 metros en Birmania, Tailandia, Laos, Vietnam, Malasia, Borneo, Java, Molucas, Filipinas, Célebes, Sumatra y Papúa Nueva Guinea y las Islas Salomón y que se registra como la más pesada  orquídea en el mundo y que es capaz de convertirse en un gran cultivo. 

## Taxonomía
Grammatophyllum speciosum fue descrita por Carl Ludwig Blume y publicado en Bijdragen tot de flora van Nederlandsch Indië 8: 378. 1825.
Etimología
Grammatophyllum: nombre genérico que deriva de las palabras griegas:   gramma = "carta"  y phyllon= "hoja", en referencia a las marcas oscuras de la flor.
speciosum: epíteto latíno que significa "hermosa, llamativa".
Sinonimia
- Grammatophyllum cominsii Rolfe 1891;
- Grammatophyllum fastuosum Lindl. & Paxton 1851;
- Grammatophyllum giganteum Blume ex Rchb.f. 1877;
- Grammatophyllum macranthum Rchb. f. 1862;
- Grammatophyllum pantherinum Rchb.f 1878;
- Grammatophyllum papuanum J.J.Sm. 1911;
- Grammatophyllum sanderianum hort. 1893;
- Grammatophyllum wallisii Rchb. f. 1877;
- Pattonia macrantha Wight 1852[3][4][5]